# Летающая подводная лодка

Проект ЛПЛ Ушакова

Летающая подводная лодка — летательный аппарат, совместивший в себе способность гидроплана совершать взлёт и посадку на воду и способность подводной лодки передвигаться в подводном положении.
Поскольку требования, предъявляемые к подводной лодке, практически противоположны требованиям, предъявляемым к совершенному самолёту — детальная проработка проекта подобного средства передвижения была поистине революционной.

## СССР

Чертёж ЛПЛ Ушакова

В середине 1930-х годов Советский Союз начал строительство мощного флота. Планы строительства подразумевали ввод в строй линкоров, авианосцев и вспомогательных кораблей прочих классов. Существовали многочисленные идеи технических и тактических решений поставленных задач.
В СССР накануне Второй мировой войны был предложен проект летающей подводной лодки — проект, никогда не реализованный. С 1934 по 1938 гг. проектом летающей подводной лодки (сокращённо: ЛПЛ) руководил Борис Ушаков. ЛПЛ представляла собой трёхмоторный двухпоплавковый гидросамолёт, оборудованный перископом.
Ещё во время обучения в Высшем морском инженерном институте имени Ф. Э. Дзержинского в Ленинграде (ныне Военно-морской инженерный институт), с 1934 года и вплоть до его окончания в 1937 году, студент Борис Ушаков работал над проектом, в котором возможности гидросамолёта дополнены возможностями подводной лодки. В основе изобретения был гидросамолёт, способный погружаться под воду. За годы работы над проектом он много раз перерабатывался, в результате чего существует множество вариантов реализации узлов и конструкционных элементов. В апреле 1936 года проект Ушакова был рассмотрен компетентной комиссией, которая нашла его достойным рассмотрения и воплощения в прототипе. В июле 1936 года эскизный проект летающая подводная лодка был передан на рассмотрение в научно-исследовательский военный комитет РККА. Комитет принял проект к рассмотрению и приступил к проверке предоставленных теоретических выкладок.
В 1937 году проект был передан к исполнению отделу «В» научно-исследовательского комитета. Однако при проведении повторных расчётов были найдены неточности, которые привели к его приостановке. Ушаков, теперь уже в должности воентехника первого ранга, служил в отделе «В» и в свободное время продолжал работу над проектом.
В январе 1938 года вновь переработанный проект был вновь рассмотрен вторым отделом комитета. Окончательная версия ЛПЛ представляла собой цельнометаллический самолёт со скоростью полёта 100 узлов и скоростью хода под водой порядка трёх узлов.
Моторы в подводном положении закрывались металлическими щитами. ЛПЛ должна была иметь шесть герметичных отсеков в фюзеляже и крыльях. В трёх герметизируемых при погружении отсеках устанавливались моторы Микулина АМ-34 по 1000 л. с. каждый (с турбокомпрессором на взлётном режиме до 1200 л. с.); в герметичной кабине должны были располагаться приборы, аккумуляторная батарея и электромотор. Оставшиеся отсеки должны использоваться как заполненные балластной водой цистерны для погружения ЛПЛ. Подготовка к погружению должна была занимать всего пару минут. Фюзеляж должен был представлять собой цельнометаллический дюралюминиевый цилиндр диаметром 1,4 м с толщиной стенок 6 мм. Кабина пилота при погружении заполнялась водой. Поэтому все приборы предполагалось устанавливать в водонепроницаемый отсек. Экипаж должен был перейти в отсек управления подводным плаванием, расположенный далее в фюзеляже.
Несущие плоскости и закрылки должны изготавливаться из стали, а поплавки из дюралюминия. Эти элементы предполагалось заполнять водой через предусмотренные для этого клапаны, чтобы выровнять давление на крылья при погружении.
Гибкие баки горючего и смазочных материалов должны располагаться в фюзеляже. Для коррозионной защиты весь самолёт должен был быть покрыт специальными лаками и красками.

Две 18-ти дюймовых торпеды подвешивались под фюзеляжем. Планируемая боевая нагрузка должна была составлять 44,5 % полной массы самолёта. Это типовое значение тяжёлых самолётов того времени.

Для заполнения цистерн водой использовался тот же электромотор, что обеспечивал движение под водой.
ЛПЛ предусматривалось использовать для торпедной атаки судов в открытом море. Она должна была обнаружить корабль с воздуха, вычислить его курс, выйти из зоны видимости корабля и, перейдя в подводное положение, атаковать его.
Ещё одним возможным способом использования ЛПЛ было преодоление минных заграждений вокруг баз и районов плавания вражеских судов. ЛПЛ должна была под покровом темноты перелететь минные поля и занять позицию для разведки или выжидания и атаки в подводном положении.
Дальнейшим тактическим манёвром должна была стать группа ЛПЛ, способная успешно атаковать все суда в зоне протяжённостью до 15 км.
В 1938 году научно-исследовательский военный комитет РККА постановил свернуть работы по проекту Летающей подводной лодки по причине недостаточной подвижности ЛПЛ в подводном положении. В постановлении говорилось, что после обнаружения ЛПЛ кораблём последний, несомненно, сменит курс, что снизит боевую ценность ЛПЛ и с большой степенью вероятности приведёт к провалу задания.

## США

Летающая подводная лодка: Чертёж к патенту США № 2720367 от 1956 г.

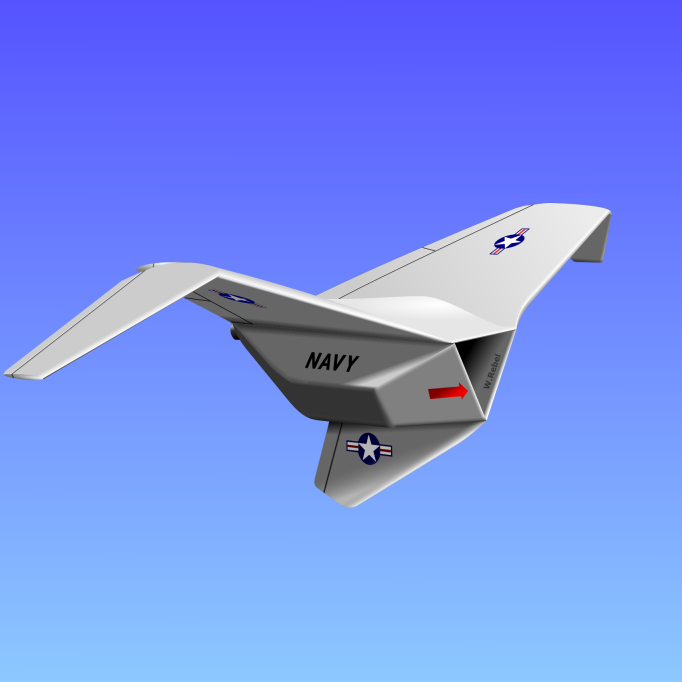
Локхид-Мартин «Корморант» в представлении художника

Во время холодной войны американские стратеги предполагали серьёзные проблемы по проводке и использованию кораблей и подводных лодок в акваториях Балтийского, Чёрного и Азовского морей. Однако проблему можно легко решить с помощью летающих подводных лодок. Подобным способом можно затруднить передвижение судов даже во внутреннем Каспийском море. Поскольку в вышеупомянутых морях советское правительство никак не ожидало увидеть американские военно-морские силы — следовало предположить, что там отсутствуют какие бы то ни было средства обнаружения подводных лодок. Опыт использования итальянских и японских мини-подлодок во время Второй мировой войны показал, что после выполнения задания экипаж практически невозможно эвакуировать. Таким образом была сформулирована цель, которую должны были решать мини-подлодки: неожиданное появление, атака советских кораблей и безопасная эвакуация экипажа.
В 1945 году американский изобретатель Хьюстон Харрингтон (англ. Houston Harrington) подал заявку на патент «Совмещение самолёта и подводной лодки».
В 1956 году опубликован американский патент № 2720367, в котором изложена идея летающей мини-подлодки. Подводное плавание должно было осуществляться электромотором. Взлёт и посадка должны были осуществляться на водную поверхность. Летать самолёт должен был посредством двух реактивных двигателей, герметизируемых при погружении. Самолёт должен был быть вооружён одной торпедой.
С 2006 по 2008 в США под руководством ВМФ, силами Lockheed Martin разрабатывался подобный проект, называемый Корморант, представляющий собой вооружённый беспилотный летательный аппарат, запускаемый с борта подводной лодки из подводного положения.

### Летающая подводная лодка Рэйда (RFS-1)
Дональд Рэйд (англ. Donald V. Reid) в начале 1960-х годов прошлого столетия построил радиоуправляемую демонстрационную модель летающей подводной лодки с размерами 1×1 метр. В 1964 году его изобретение удостоилось статьи в одном из научно-популярных журналов Америки. В статье было впервые применено слово Трифибия, по аналогии с амфибией. Конечно же, эта статья вызвала интерес военных, которые захотели воплотить проект в металл.
Разработка проекта была передана корпорациям Consolidated Vultee Aircraft Corporation и Electric Boat (подразделение General Dynamics). В результате проведённого исследования была подтверждена реализуемость проекта.
В 1964 году Рэйд, по заказу ВМС США, построил в Асбери-Парке в штате Нью-Джерси масштабную копию летающей подводной лодки Commander-1. Commander стал первой американской летающей подводной лодкой. Прототип выставлен на обозрение в Средне-атлантическом музее в городе Рединг (штат Пенсильвания).
Действующий прототип Commander-2 был испытан на всех режимах. Он мог погружаться на глубину до 2 метров, двигаться под водой со скоростью 4 узла. Проектная скорость полёта прототипа должна была составить 300 км/ч, однако достигнута была скорость порядка 100 км/ч. Первый полёт прошёл 9 июля 1964 года. После погружения на глубину 2 метра был произведён взлёт и краткий полёт на высоте 10 метров. Для погружения двигатель герметизировался резиновыми уплотнителями и с него снимался пропеллер. Пилот подключался к дыхательному аппарату и при подводном движении находился в открытой кабине.
В хвосте располагался электромотор мощностью 736 Ватт. Самолёт имел номер 1740 и летал при помощи одного четырёхцилиндрового двигателя внутреннего сгорания мощностью 65 л. с. Commander получил дельтавидное крыло, длина фюзеляжа составляет 7 метров. Баки с горючим представляли собой также цистерны для погружения. После посадки на воду горючее откачивалось в воду и в баки закачивалась балластная вода. То есть взлёт после погружения был в принципе невозможен.

### Воздушный корабль (англ.Aeroship)
По результатам постройки Commander Рэйда было принято решение о строительстве Aeroship. Это был двухфюзеляжный самолёт с прямоточными воздушно-реактивными двигателями. Посадка на воду осуществлялась на выдвигающиеся поплавки, внешне напоминающие водные лыжи. Непосредственно перед посадкой реактивные двигатели герметизировались. Баки горючего располагались в несущих плоскостях. Дальность полёта Aeroship составляла до 300 км, при скорости полёта до 130 км/ч; скорость хода под водой — 8 узлов.

Aeroship был представлен публике в августе 1968 года на нью-йоркской промышленной выставке: на глазах у посетителей выставки летающая подводная лодка совершила эффектную посадку, погрузилась под воду и снова всплыла на поверхность.

## Технические проблемы
Летающая подводная лодка должна быть эффективной и в воде, и в воздухе. И это при том, что вода в 775 раз плотнее воздуха.
Наибольшей технической проблемой является масса летающей подводной лодки. В соответствии с законом Архимеда, для нахождения под водой на постоянной глубине, масса вытесняемой воды должна быть равна массе самой подводной лодки. Это противоречит подходу к проектированию летательного аппарата, который гласит, что самолёт должен быть как можно легче.
Таким образом, чтобы самолёт смог находиться под водой, он должен увеличить свой вес примерно в четыре раза. В фюзеляже или в крыльях должны быть встроены большие водяные цистерны (до 30 % объёма самолёта), чтобы самолёт получил возможность погружаться, заполнив ёмкости балластной водой. В то же время, трудно создать мощные (и в то же время лёгкие) аккумулятор и электромотор для эффективного перемещения такой массы под водой.
Следующей серьёзной проблемой является значительное сопротивление воды на крылья при движении. Крылья не позволяют летающей подводной лодке развивать большу́ю скорость под водой. Другими словами, либо крылья должны убираться или отбрасываться, или следует устанавливать более мощный электромотор.
Далее, трудноразрешимой проблемой является давление воды на больших глубинах. На каждые 10 метров глубины давление вырастает на 1 атмосферу (с поправкой на давление воздушного столба к итогу добавляется 1). Так, например, на глубине 25 метров давление составляет 2,5 атмосферы (с поправкой — 3,5), а на глубине 50 метров уже 5 атмосфер (с поправкой — 6). Это настолько значительные величины, что на таких глубинах давление не выдержит ни один обычный самолёт. Таким образом, чтобы противодействовать давлению необходимо значительно увеличить всестороннюю, а не только аэродинамическую прочность, а следовательно — и массу самолёта.
Если, например, летающая подводная лодка должна взлетать не с поверхности воды, как обычные гидросамолёты, а непосредственно из-под воды, то для подобного взлёта необходимы ещё более мощные двигатели, причём сразу двухсредные. Для турбовинтового двигателя это труднодостижимо при любой прочности материалов, а для реактивного принципа движения потребуется совмещать гидрореагирующее твёрдое топливо и обычное ракетное (и решить проблему начального воздухообеспечения при взлёте). То есть при разработке необходимо учитывать зачастую противоречащие друг другу требования аэродинамики и гидродинамики.

## Дальнейшие разработки
Летающая подводная лодка всегда разрабатывалась на основе гидроплана, что в конце концов приводило к неудаче. Так же заканчивались все разработки таких двусредных транспортных средств как, например, экраноплан или летающий автомобиль. И только в разработке амфибий был достигнут несомненный успех — внедрение в серийное производство.
Другим подходом к проектированию выделяется батиплан (подводный самолёт). В нём было применено иное решение, совершенно не оправдывающее своё название: разрабатывалась именно подводная лодка, которая «летает» в воде. Поскольку в таком решении совершенно не нужны балластные цистерны, лодка значительно легче вытесняемого ею объёма воды и потому неподвижная лодка стремится к всплытию. Крылья такой лодки создают эффект, обратный подъёмной силе — «утопляющую силу», но только тогда, когда лодка находится в движении. Таким образом, недостатком подобного технического решения является то, что лодка медленно погружается и только на небольшие глубины.

## Подводная лодка-самолётоноситель
Решением, альтернативным летающим подводным лодкам, является подводный авианосец, скрытно доставляющий самолёты под водой.
Ещё одним решением может служить доставка миниатюрных подводных лодок самолётом-носителем.

## Летающая подводная лодка в играх
- В компьютерной игре X-COM: Terror From The Deep представлено большое количество летающих подводных лодок, заменяющих собой обычную авиацию из X-COM: UFO Defense.
- В Red Alert 3 Япония имеет на вооружении подлодку-трансформер Сёдзэ, способную в режиме подлодки всплывать на поверхность воды для поражения воздушных целей, а в режиме самолёта — вести огонь по наземным целям.
- В Steel Empire в качестве последнего босса на 4-м уровне выступает летающая подводная лодка.
- В Total Annihilation существует класс юнитов Seaborn Airplanes

## Летающая подводная лодка в литературных произведениях
- В романе Жюля Верна «Властелин мира» присутствует «Грозный» — машина, которая может передвигаться по земле, по воздуху, по воде и под водой. «Грозный» имеет металлический корпус веретенообразной формы длиной 10 метров. Корпус довольно узкий, причём у носа заостряется сильнее, чем к корме. Приводом машины по земле служат четыре спицевых колеса с толстыми шинами, а для движения под водой служат два турбины Парсонса. Для ориентации под водой в носовой части установлен перископ. Для движения по воздуху служат крылья, которые обычно прижаты к бортам и расправляются лишь в полёте. Источником энергии являются мощные электрические аккумуляторы[3].

## Летающая подводная лодка в кинематографе
- в фильме «Небесный Капитан и мир будущего», главный герой летает на самолёте, способном трансформироваться в подводную лодку